# Amaya (woreda)
Pour les articles homonymes, voir Amaya.
Amaya (ou Ameya ; en oromo : Amayya) est un woreda du centre de l'Éthiopie situé dans la zone Sud-Ouest Shewa de la région Oromia. Il a 122 056 habitants en 2007 et son centre administratif est Ginido.
Extrémité occidentale de la zone Sud-Ouest Shewa, Amaya est limitrophe de la région des nations, nationalités et peuples du Sud et de la zone Ouest Shewa de la région Oromia. Il est bordé dans la zone Sud-Ouest Shewa par Wonchi et Goro.
Son centre administratif, Ginido, est à 30 km de Waliso,.
Le recensement national de 2007 fait état pour Amaya d'une population de 122 056 habitants dont 5 % de citadins qui sont les 6 257 habitants de Ginido.
La majorité des habitants du woreda (55 %) sont orthodoxes, 26 % sont protestants et 18 % sont musulmans.
En 2022, sa population est estimée à 174 866 personnes avec une densité de population de 189 personnes par km2 et 927 km2 de superficie.